# الروم الكاثوليك في لبنان
طائفة الروم الكاثوليك اللبنانيين أو كنيسة الملكيين اللبنانيين يشير إلى اللبنانيين المنتمين إلى كنيسة الروم الملكيين الكاثوليك في لبنان، وهي ثالث أكبر طائفة مسيحية في البلاد بعد الكنيسة المارونية والكنيسة الأرثوذكسية الشرقية.
يُعتقد أن المسيحيين الملكيين اللبنانيين يشكلون حوالي 5٪  من إجمالي سكان لبنان.
بموجب شروط اتفاقية غير مكتوبة تُعرف باسم الميثاق الوطني بين مختلف القادة السياسيين والدينيين في لبنان، تمتلك الطائفة الملكية في لبنان 8 مقاعد محجوزة في البرلمان اللبناني.

## لبنانيون ملكيون بارزون
- أندريه حداد
- مروان فارس
- ماجدة الرومي
- جان ايليا
- بطرس الرابع جريجيري
- سعد حداد
- ماري كيروز
- وائل كفوري
- أمين معلوف
- هنري فيليب فرعون
- ميشال فرعون
- جوزيف رايا
- عمر الشريف
- شربل نحاس